# انگکور بورئی و پنوم دا
آنگکور بورئی (خمر: អង្គរបុរី) و پنوم دا یا فنوم دا (خمر: ភ្នំដា)، نام دو مکان باستانی فونان هستند که در ناحیه آنگکور بورئی، استان تاکئو، در جنوب کامبوج واقع شده‌اند. هر دو سایت در بخش جنوبی کامبوج، نزدیک مرز ویتنام قرار دارند.
سایت انگکور بورئی احتمالاً پایتخت اولیه و منطقه ای بوده است که فرهنگ و هنرهای جنوب شرقی آسیا در دوران باستان در هم آمیخته شده است. کاوش‌های باستان‌شناسی آثاری را به دست داده‌اند که قدمت آن‌ها با روش کربن به حدود ۱۵۲۳ قبل از میلاد و پس از آن برمی‌گردد. بسیاری از آن‌ها مربوط به بودیسم اولیه و هندوئیسم هستند که نشان ازسکونت مداوم انسان حداقل به مدت ۵۰۰ سال دارد. این مکان حاوی قدیمی‌ترین کتیبه‌های تاریخ خمر و همچنین آنچه ممکن است قدیمی‌ترین سنت مجسمه‌سازی خمر باشد.
در سال‌های اخیر، محوطه‌های باستانی گردشگران زیادی را به خود جذب کرده‌اند. در عین حال، غارت و قاچاق غیرقانونی آثار باستانی به عنوان یک مشکل جدی در این منطقه باقی مانده است. انگکور بورئی منطقه‌ای چالش‌برانگیز برای انجام تحقیقات باستان‌شناسی است زیرا امروزه این مکان مسکونی است. بخش‌های مختلفی از این محوطه در اثر فعالیت‌هایی مانند خاک‌برداری، باغبانی و سایر فعالیت‌های روزانه به‌شدت آسیب دیده‌اند.

## آنگکور بورئی
مانند بسیاری از سایت‌های باستانی آسیایی، اطلاعات اولیه از اسناد و گزارش‌های چینی به دست آمده است. کاوش‌های باستان‌شناسی بسیاری، مصنوعات و مکان‌های ناشناختهٔ زیادی را آشکار کرده‌اند. تحقیقات، معماری آجری، چاله‌های ستون برای یک سازهٔ چوبی بزرگ، و معبدی حاوی دو مجسمهٔ ویشنو را کشف کرده‌اند. پیش از این تصور نمی‌شد که از آجر در اوایل ۴۰۰ سال قبل از میلاد استفاده می‌شده است. شواهد نشان می‌دهند که ممکن است یک خندقی یا نوعی سیستم هیدرولیکی مصنوعی ساخت دست بشر وجود داشته باشد.
مصنوعات شامل سفال‌ها، قطعات آجر، استخوان حیوانات، ظروف، گلوله‌های رسی، سرباره و مجسمه‌های سنگی است. تجزیه و تحلیل سفال‌ها نشان می‌دهد که سفال‌ها شامل ظروف نارنجی ظریف، سفال‌های علامت دار با ریسمان، سفال‌های صیقلی براق شده، ظروف خاکستری است.
بر اساس سبک مصنوعات و قدمت‌گذاری کربنی، سه لایهٔ کلی از سکونت وجود داشته است. تاریخ‌ها همچنین نشان می‌دهند که سایت اوک ائو در زمان آنگکور بورئی نیز مسکونی بوده است.

### قبرستان
گورستان وات کامنو نیز یکی از ویژگی قابل توجهی است که بر اساس کاوش‌های انجام شده تقریباً ۶۰ جسد از ۲۰۰ سال قبل از میلاد تا ۴۰۰ سال بعد از میلاد یافت شد. از این تعداد، ۲۵ نفر کودک زیر ۱۹ سال، ۳۶ نفر بزرگسال و بقیه افراد مسن بوده‌اند. مردان بیش از دو برابر زنان بوده‌اند و بسیاری از آن‌ها دچار شکستگی‌های فشاری در ناحیهٔ کمر خود بودند که نشان‌دهندهٔ نوعی کار سنگین است. تجزیه و تحلیل استخوان‌ها حاکی از عدم گرسنگی و فشار شدید نیست. دندان‌ها فاقد ویژگی‌های رایج مرتبط با مصرف قند و نشاسته هستند. این گورستان همچنین حاوی برخی از اشیاء از جمله مهره‌هایی است که اعتقاد بر این است که از سراسر جنوب شرقی آسیا مانند هند سرچشمه گرفته‌اند.

## پنوم دا
پنوم دا یک رخنمون گرانیتی و یک محوطهٔ تاریخی در حدود ۳ کیلومتری جنوب شرقی آنگکور بورئی است. این بنا به دلیل قدیمی‌ترین معابد بر جای مانده، کتیبه‌های خمر و سانسکریت به عنوان منبع مهم است و همچنین این مکان بر اساس شواهد کتیبه‌نگاری، شمایل نگاری و سبک احتمالاً منبع اولین مجسمه‌های سنگی کامبوج است.

### مجسمه‌ها
این آثار اغلب به سلطنت پادشاه رودراوارمان (۵۱۴–۵۳۹ میلادی) نسبت داده می‌شوند. مجسمه‌ها پذیرش ایده‌هایی از ویتنام و هند کنونی را به همراه خلاقیت و نوآوری کامبوجی در طراحی تأیید می‌کنند. از جمله آثار سه‌گانهٔ پنوم دا مجموعه‌ای از مجسمهٔ سنگی ویشنو و دو آواتار او - راما و بالاراما (مرتبط با کریشنا) است. ویشنو به شکل یک شخصیت هشت‌دست با قد بیش از ۳۰ متر ظاهر می‌شود که در شش دست خود ویژگی‌ها و صفات را در دست دارد، اگرچه گمان می‌رود دو ویژگی و صفت دیگر نیز وجود داشته که اکنون از بین رفته‌اند. هر یک از ویژگی‌ها با یکی از هشت لوکاپالا (خدایانی که از مناطق فضا محافظت می‌کنند) مرتبط است. در حالی که سه‌گانه از شیست ساخته شده است؛ سایر مجسمه‌های سنگی ایستاده یافت‌شده در اینجا مانند تریویکراما، کریشنا گوواردانا و هاری کامبوجندرا - از ماسه‌سنگ ساخته شده‌اند و به هندوئیسم و شاید بودیسم نیز مربوط می‌شوند. آن‌ها سبکی و شمایل نگاری مشابه دورهٔ اواخر یا پس از امپراتوری گوپتا را نشان می‌دهند و گفته می‌شود که به‌طور قابل‌توجهی واقعی هستند. بیشتر این مجسمه‌ها به موزهٔ ملی پ نوم پن، در پایتخت کامبوج منتقل شده‌اند.
به نظر می‌رسد مجسمه‌ها قدمت بیشتری نسبت به معبد سنگی دارند.

### معبد
به نظر می‌رسد مجسمه‌ها مربوط به معبد سنگی هستند. قدیمی‌ترین معبد سنگی خمر (قرن ششم میلادی) در این مکان و ممکن است قبل از آن معابد هندوی چوبی وجود داشته است. کتیبه‌ها شامل ۱۱ سطر سانسکریت و ۲۱ سطر خمر است که اشکال ویشنو و پادشاه رودراوارمان را به همراه مراسمی که جزئیات تخصیص زمین را نشان می‌دهد، توصیف می‌کنند. گنجاندن پادشاه رودراوارمان که در معبد گنجانده شده است به این معنی است که او می‌توانست با دین مرتبط باشد و به‌عنوان تجسم دیده شود. شایعه شده است که او برادر ناتنی خود را برای به دست آوردن تخت سلطنت به قتل رسانده است و برای تقویت ادعای خود به تخت سلطنت، به دین تکیه کرده است. با این حال، طبق یک منبع، قدمت مجسمه‌ها ممکن است نادرست باشد و جدول زمانی پذیرفته‌شدهٔ فعلی را به هم بزند.
پایه سایت نیز توسط بقایای غارهای کوچک احاطه شده است.

## وضعیت میراث جهانی
این سایت در ابتدا در ۱ سپتامبر ۱۹۹۲ در دستهٔ فرهنگی به فهرست آزمایشی میراث جهانی یونسکو اضافه شد. این درخواست در ۲۷ مارس ۲۰۲۰ تمدید شده است.